# 寒川光永
寒川 光永（さんがわ みつなが）
1. 室町時代末期から江戸時代の武将。寒川元政の次子。
2. 安土桃山時代の武将。寒川元隣の子。

寒川 光永（さんがわ みつなが、? - 正保2年（1646年））は、室町時代末期から江戸時代の武将。寒川元政の次子。讃岐国昼寝城主。官位は三河守。
兄元隣より昼寝城を任されるが、天正3年（1575年）に海部氏に攻められて城を失う。
兄の死後は各地を転々とし、誰に仕えることもなく出家。浄慶と号す。
寒川 光永（さんがわ みつなが、生没年不詳）は、安土桃山時代の武将。寒川元隣の子。通称は七郎。官位は民部大輔。
光永よりも七郎の名で知られ、豊臣秀吉に仕える。
天正13年（1587年）12月、仙石秀久に属して戸次川の戦いに参戦するが敗れた。